# 宣武門天主堂

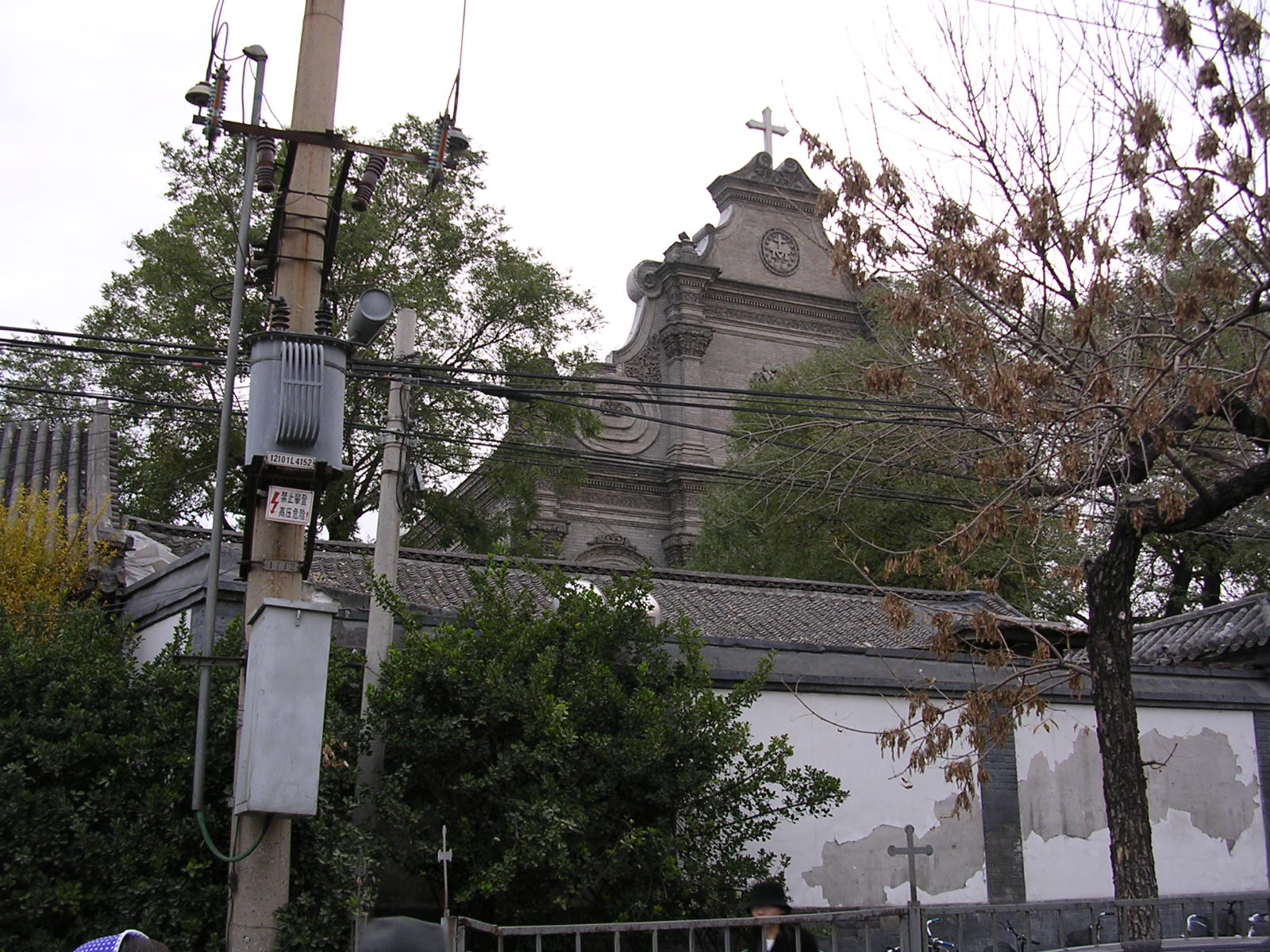
通りからの宣武門天主堂

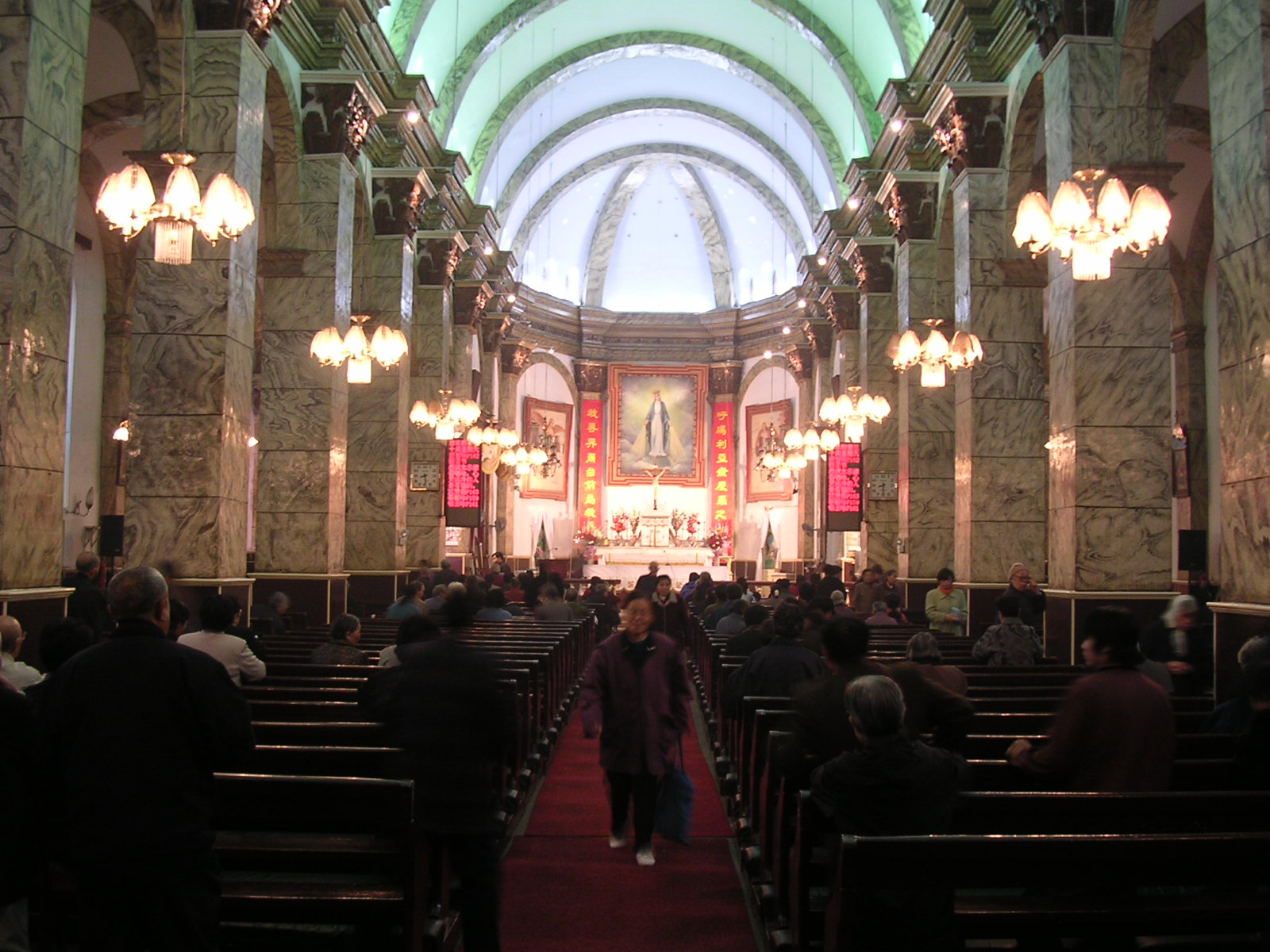
宣武門天主堂の内部

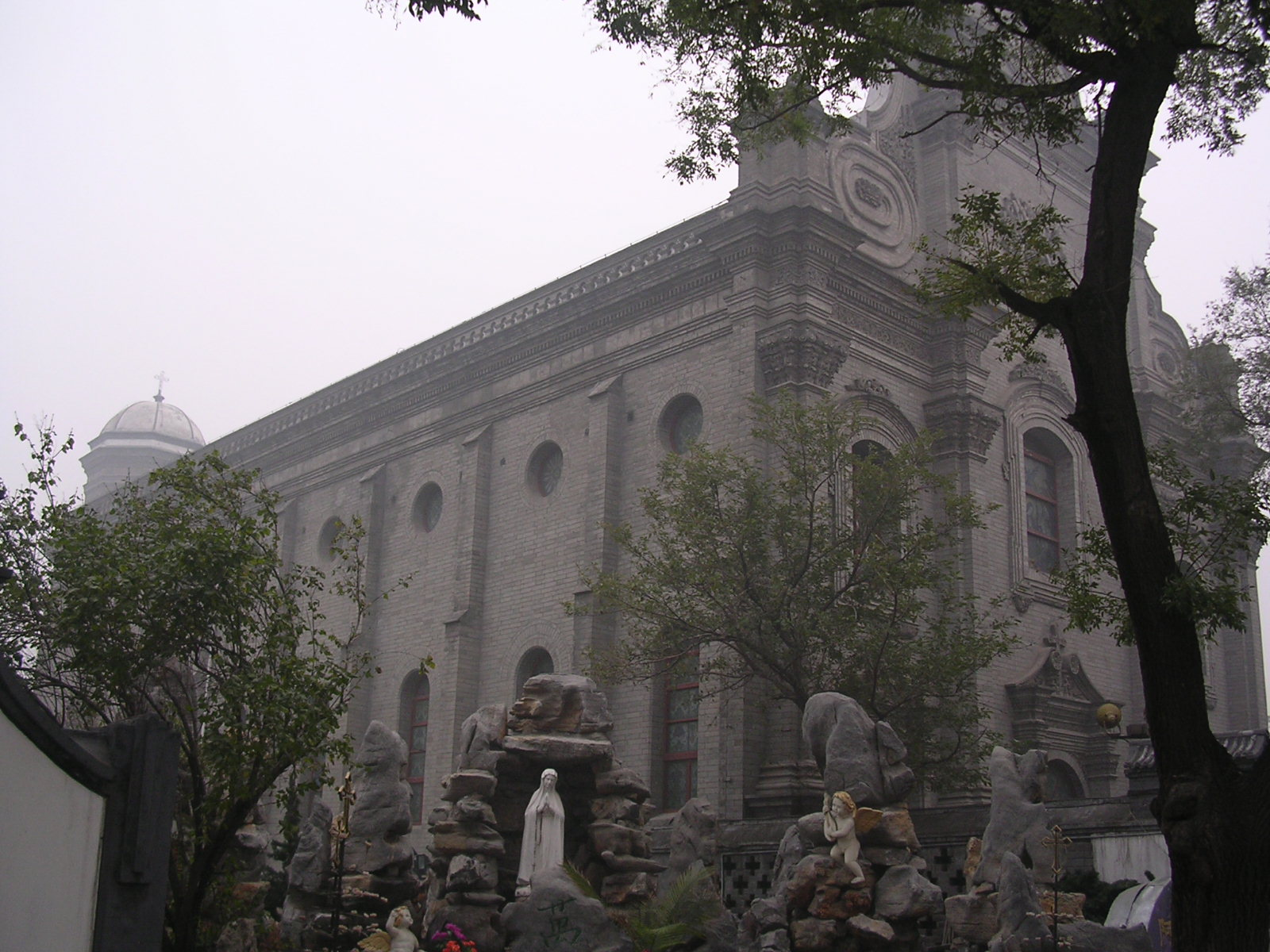
北西の中庭から

宣武門天主堂（せんぶもんてんしゅどう）は、俗称を南堂といい、北京市西城区前門西大街141号に位置する北京で最古のカトリック教会で、1605年に創建された。現存する建築物は1904年に建てられた。三層のバロック建築である。

## 歴史
南堂は北京の歴史で最も長い教会で、明の1605年（万暦33年）にイタリア人宣教師マテオ・リッチ（中国名：利瑪竇）により創建したもので、早期の南堂は宣武門礼拝堂といった。規模は非常に小さく、中国の伝統的な建築であり、僅かに人目を惹く位置に一つの十字架を安置し、そのカトリック教会という立場を表すのみであった。
清の1650年（順治7年）、ドイツ人イエズス会宣教師アダム・シャール（中国名:湯若望）の指揮のもとに、宣武門礼拝堂の元の場所に教会を建て直す工事を始めた。2年後、一つの中国風の大聖堂が建てられ、史料の記載によれば、新しく建てた大聖堂は「堂窓や器具はその国のように飾られ、中にはあずまやとうてなが建てられ、西洋式で、その技は極めて巧みである。聖堂の前には大理石の牌坊があり、皇帝から賜った「欽宗天道」の4つの金文字の題がある」（牖器飾、如其国制、內建亭池臺榭、式仿西洋、極其工巧、堂前有大理石牌樓一座、署有上賜‘欽宗天道’四金字）。順治帝はアダム・シャールと宣武門天主堂に非常に関心を注ぎ、24回も南堂を親しく臨み、「通微佳境」の御製の額を賜った。これにより、南堂の当時の政治的地位が見て取れる。湯若望の建てた南堂は施設が全て揃っており、一般的な宗教建築の外に天文台、図書室、儀器室等の科学設備もあり、西洋の現代科学を中国に伝播する一定の推進する働きがあった。
1703年（康熙42年）、宣武門天主堂の改修工事が始まり、10年の後にヨーロッパ風の大きな建築物が落成した。これは北京城内の蠶池口天主教堂に続いて2つ目のヨーロッパ風の建築であった。
1720年（康熙59年）、北京で地震が発生し、南堂の建築は地震で被害を受ける。翌年ポルトガル国王ジョアン5世は宣武門天主堂の再建に出資し、再建された南堂は、当時ヨーロッパで非常に流行していたバロック式建築を採用し、建築平面は十字形で、長さは80メートル、幅は45メートルで、教会の屋根はドーム型であった。
1730年（雍正8年）、南堂は再び地震で被害を受け、雍正帝は特に銀1000両を南堂の修理に用いるのに賜り、修理後の南堂は、元のバロック式建築の風格を保ち続け、門、窓、屋根は全てドームを用いて設計され、更に広々として明るく、堂々とした様が現れるようになった。
1775年（乾隆40年）、南堂は再度火災で破壊され、乾隆帝は元の教会に戻すのに用いるよう銀1万両を賜り、そして手書による「萬有真原」の額を教会に与えた。
1838年（道光18年）、反カトリック勢力とカトリック教会の摩擦が絶えず、問題を解決して人々を安心させるために、清政府は天主教の中国での全ての活動を取り締まり、宣武門天主堂は政府に没収され、第二次アヘン戦争終結後になってやっと教会は返還された。1860年に南堂は司教ムリー（Joseph Martian Mouly, C.M.中国名：孟振生）の司式で再度開堂した。
1900年に義和団の乱が勃発し、宣武門天主堂とその他の教会は同じように義和団の包囲攻撃と破壊に遭った。1900年6月14日、南堂は義和団に焼き払われた。同時に焼き払われたのは、王府井天主堂（東堂）、西直門天主堂（西堂）、聖尼古拉堂、通州天主堂等の建築物である。1904年に第四回の南堂主堂と付属建築物の修復が竣工し、これが今日見られる宣武門天主堂の建物である。
1979年12月21日、天主教愛国会司教傅鉄山は、宣武門天主堂で司教の聖別を受け、これにより文化大革命後に政府公認カトリック教会の宗教活動が中国大陸で回復し、それと同時に南堂が再び天主教北京教区のカテドラルとなった。現在、カトリック北京教区行政管理所はここに所在している。

## 建築
宣武門天主堂は合わせて3つの中庭があり、大門が中国式の建築となっているのが、教会の第一の中庭を占有している。その後の東跨院は教会の主な建築物で、西跨院は住居となっている。教堂の主要部分の建築は煉瓦造りで、南に面しており、正面の建築は典型的なバロック風で、3つの広大で堂々とした磚雕（せんちょう）の装飾とアーチ型の門が並んでいる。この建築の正面は豪華で荘厳に装飾され、建築の裏面は、煉瓦をすり合わせて目をきっちり合わせて入念に仕上げられ、精美な磚雕の装飾は随所に見られる。教会建築の室内空間は丸天井を用いて設計され、両側には五彩のバラ窓があり、全体的な雰囲気は荘厳で穏やかである。1996年、宣武門天主教堂は中国全国重点文物保護単位に名を連ねた。
座標: 北緯39度54分03秒 東経116度22分27秒 / 北緯39.900798度 東経116.374075度